# Guillermo Endara
Guillermo David Endara Galimany, född 12 maj 1936 i Panama City, Panama, död 28 september 2009 i Panama City, var Panamas president 1989-1994.